# Elaphoglossum eatonianum
Elaphoglossum eatonianum är en träjonväxtart som först beskrevs av E. Britt., och fick sitt nu gällande namn av Carl Frederik Albert Christensen. Elaphoglossum eatonianum ingår i släktet Elaphoglossum och familjen Dryopteridaceae. Inga underarter finns listade.